# Adolfo Bartoli (fisico)
Adolfo Bartoli (Firenze, 19 marzo 1851 – Pavia, 18 luglio 1896) è stato un fisico italiano.

## Biografia
Allievo di Riccardo Felici ed Enrico Betti, si laurea in matematica e fisica all'Università di Pisa nel 1874, quale allievo pure della Scuola Normale Superiore. Fu quindi assistente di Emilio Villari all'Università di Bologna fino al 1876, quindi passò all'insegnamento nelle scuole pubbliche di Sassari, Arezzo e Firenze. Nel 1886 vinse la cattedra di fisica sperimentale all'Università di Catania (lasciata da Damiano Macaluso), dove rimane fino al 1893 (subentrandogli Giovan Pietro Grimaldi), quando si trasferì alla stessa cattedra dell'Università di Pavia, reggendola fino al 1896, allorché morì prematuramente.
Fu socio dell'Accademia Gioenia di Catania, dell'Accademia delle Scienze di Torino, dell'Istituto lombardo di scienze e lettere e di altre società scientifiche e istituzioni culturali.
Collega di studi e di lavoro di Giuseppe Poloni e Luigi Donati, pubblica il suo primo articolo sull'elettrolisi con Giuseppe Poloni, sulla rivista Nuovo Cimento, nel maggio del 1872, prima ancora di laurearsi: infatti, l'articolo termina così (i due autori hanno 21 anni)
Si interessò soprattutto di termologia, elettrologia, ottica ed elettrochimica. A lui si devono la prima spiegazione del funzionamento del radiometro di Crookes, alcune esperienze sul magnetismo, la scoperta della pressione di radiazione della luce e i primi metodi per misurarla (1874), molte esperienze sull'elettrolisi che lo portarono a preconizzare l'esistenza degli ioni (1882), quindi (con Enrico Stracciati) alcune importanti ricerche sul calore specifico dell'acqua (1892) e di piroeliometria (1894).
Nel 1902, nella commemorazione di Riccardo Felici tenuta all'Accademia dei Lincei, Antonio Roiti cita, in particolare, tre assistenti di Felici, tra i numerosi che ebbe in più di trent'anni di cattedra: sono Luigi Donati, Giuseppe Poloni e Bartoli, che contribuirono al collaudo dell'interruttore di Felici, oltreché essere accomunati anche da alcuni articoli pubblicati assieme sul Nuovo Cimento. Il Museo per la storia dell'Università di Pavia raccoglie alcuni strumenti scientifici appartenuti o creati da Adolfo Bartoli.

## Articoli
- Sopra un fenomeno dell'Elettrolisi dei Sigg. A. Bartoli e G. Poloni, studenti di matematiche nell'Università di Pisa, Pisa, dicembre 1871, Volume 5-6, pp 292–295.
- Sopra i movimenti prodotti dalla luce e dal calore e sopra il radiometro di Crookes, Firenze, 1876.
- Su le polarità galvaniche e su la decomposizione dell'acqua con una pila di forza elettromotrice inferiore a quella d'un elemento Daniell, Pisa, 1879.
- Apparecchio per la determinazione dell'equivalente meccanico del calore, in Il Nuovo Cimento, s. 3, VIII (1880) pp. 5–15.
- Su la composizione e le proprietà del mellogeno nuovo composto ottenuto per via elettrica (con G. Papasogli), ibid., s. 3, X (1881) pp. 266–73.
- Sulla costituzione degli elettroliti, in La Gazzetta chimica italiana, XIII (1883) pp. 27–34.
- Il calore raggiante e il secondo principio della termodinamica, in Il Nuovo Cimento, s. 3, XV (1884) pp. 193–202.
- Revisione di alcune misure calorimetriche fondamentali, ibid., s. 3, XVIII (1885) pp. 97–106.
- Misure del calore solare, fatte in Italia dal 1885 in poi (con E. Stracciati), in Bollettino. mensile dell'Accad. Gioenia, n.s., VII (maggio 1889) pp. 7–14.
- Il calore specifico dell'acqua (con E. Stracciati), in Atti dell'Accad. Gioenia di scienze naturali, s. 4, IV (1892), mem. VII.
- Di alcune recenti misure calorimetriche ed in particolare della misura del calore solare, Pavia, 1894.
- Su la trasformazione in correnti elettriche delle radiazioni incidenti sopra una superficie riflettente in movimento (memoria postuma, con relazione e note di A. Roiti e V. Volterra), in Rendic. d. R. Accad. naz. dei Lincei, classe di scienze fisiche, matem. e naturali, s. 5, XII, 2 (1903) pp. 345–56.